# Petrus-en-Paulusvesting

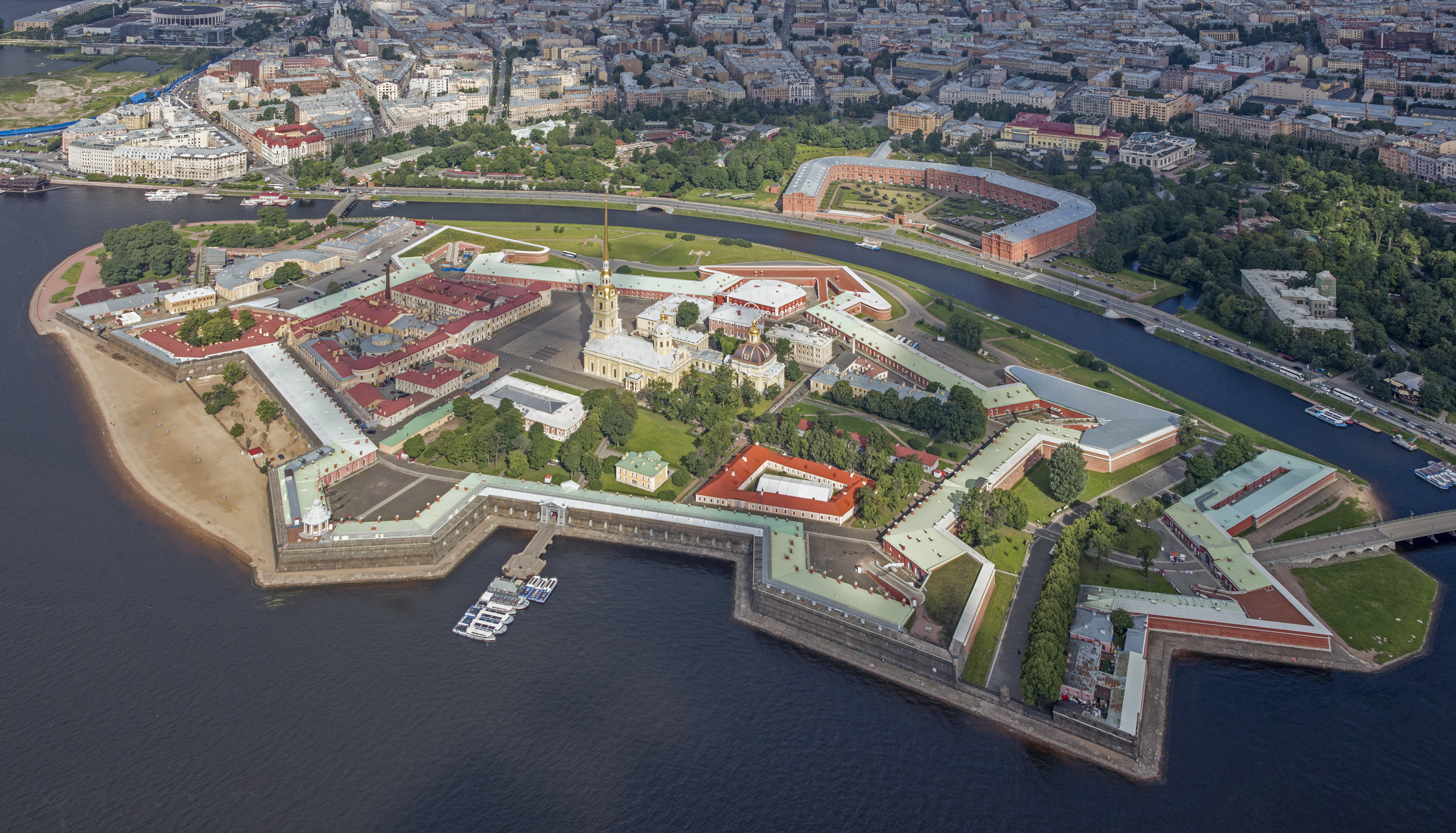
Luchtfoto van de vesting

De Petrus-en-Paulusvesting (Russisch: Петропавловская крепость, Petropavlovskaja Krepost) is een vesting uit het begin van de achttiende eeuw in de Russische stad Sint-Petersburg. In de op het Hazeneiland in de rivier de Neva gelegen vesting, tegenover het Winterpaleis, bevinden zich enkele musea en de Petrus-en-Pauluskathedraal.

## Geschiedenis

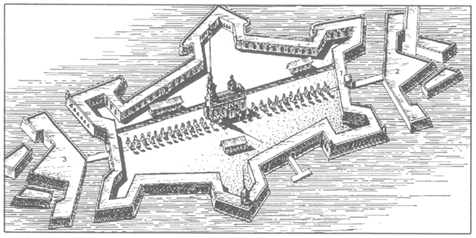
Kaart van de vesting, 1720

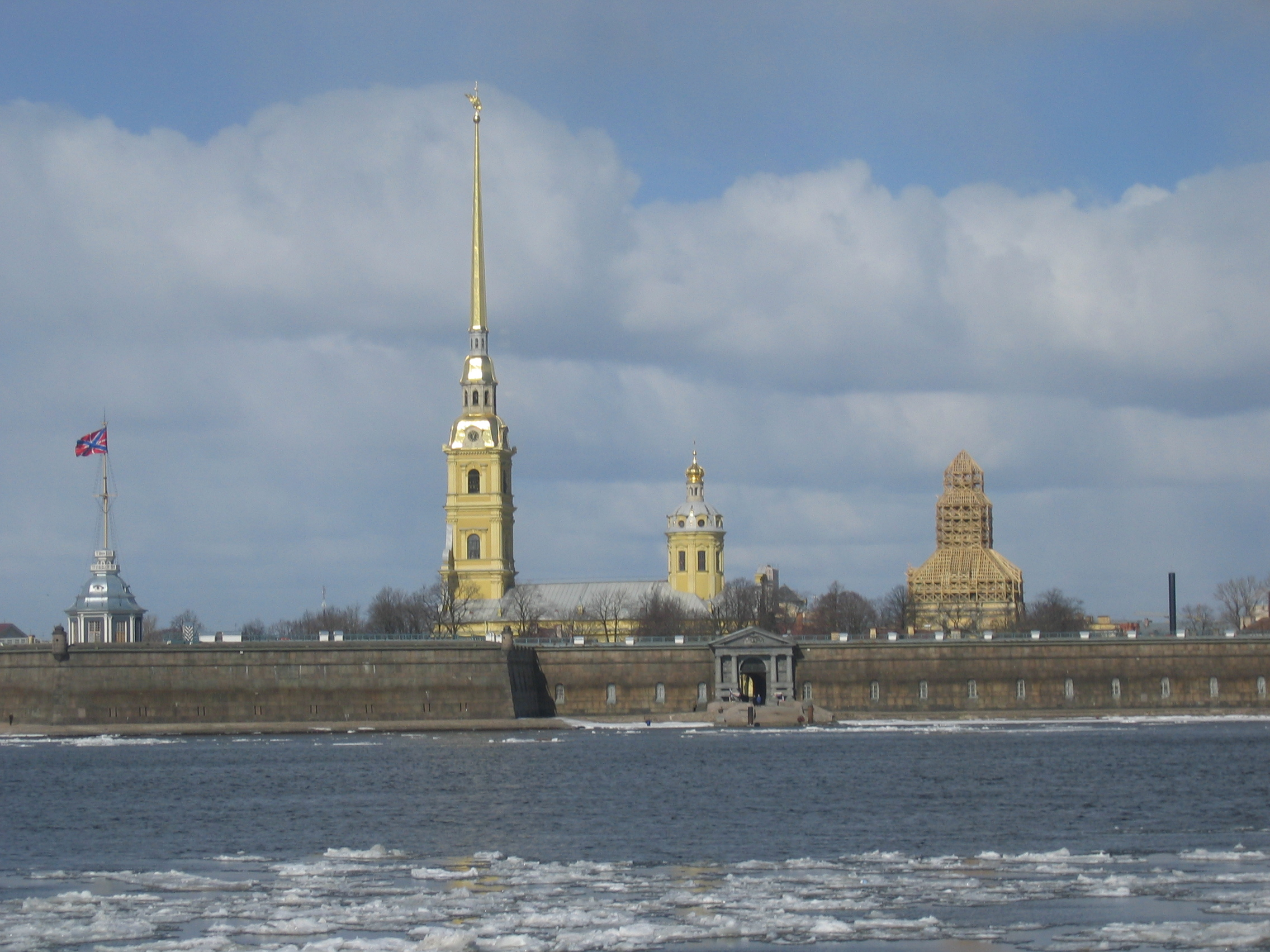
Gezicht over de Neva

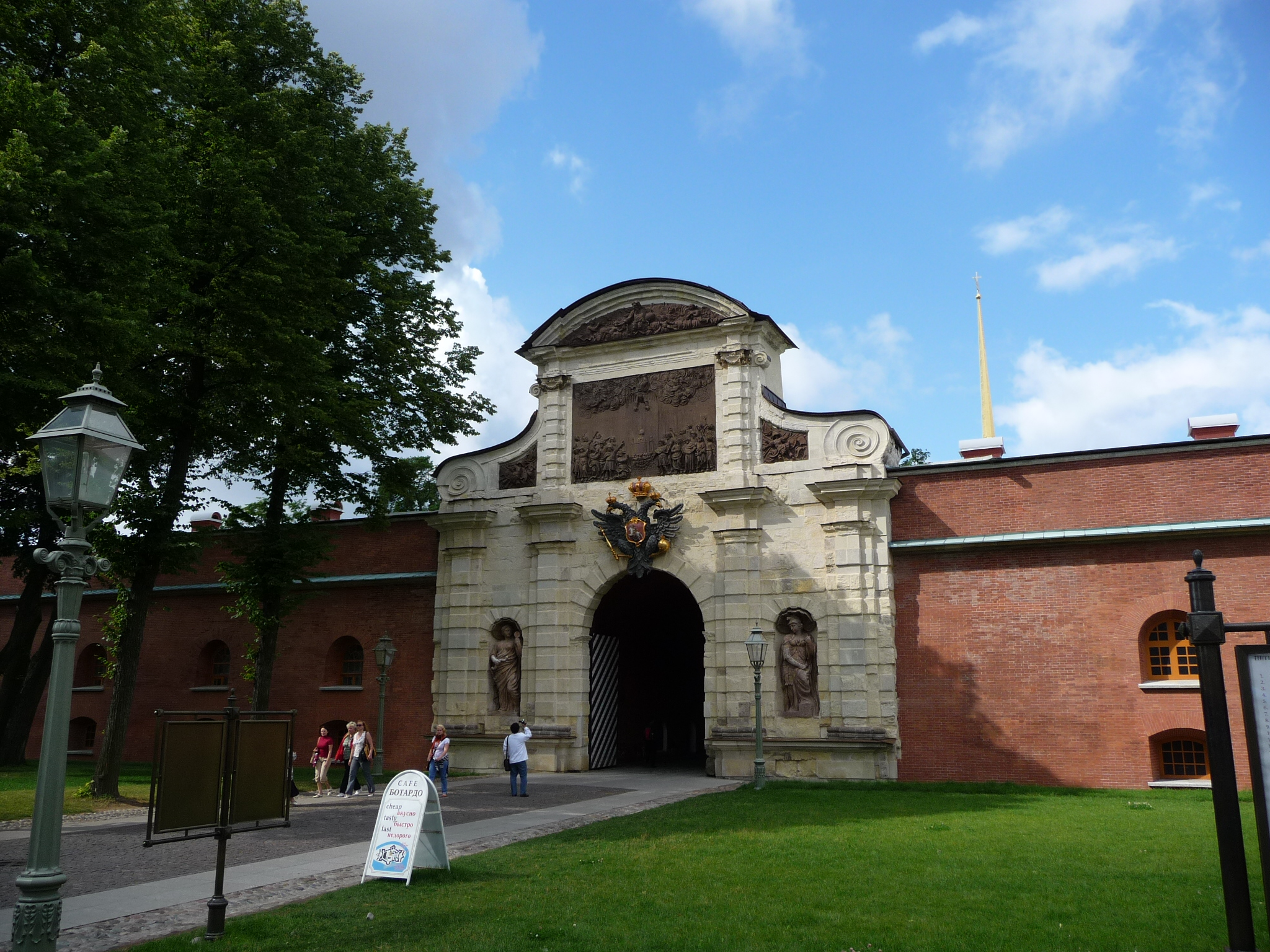
Petruspoort

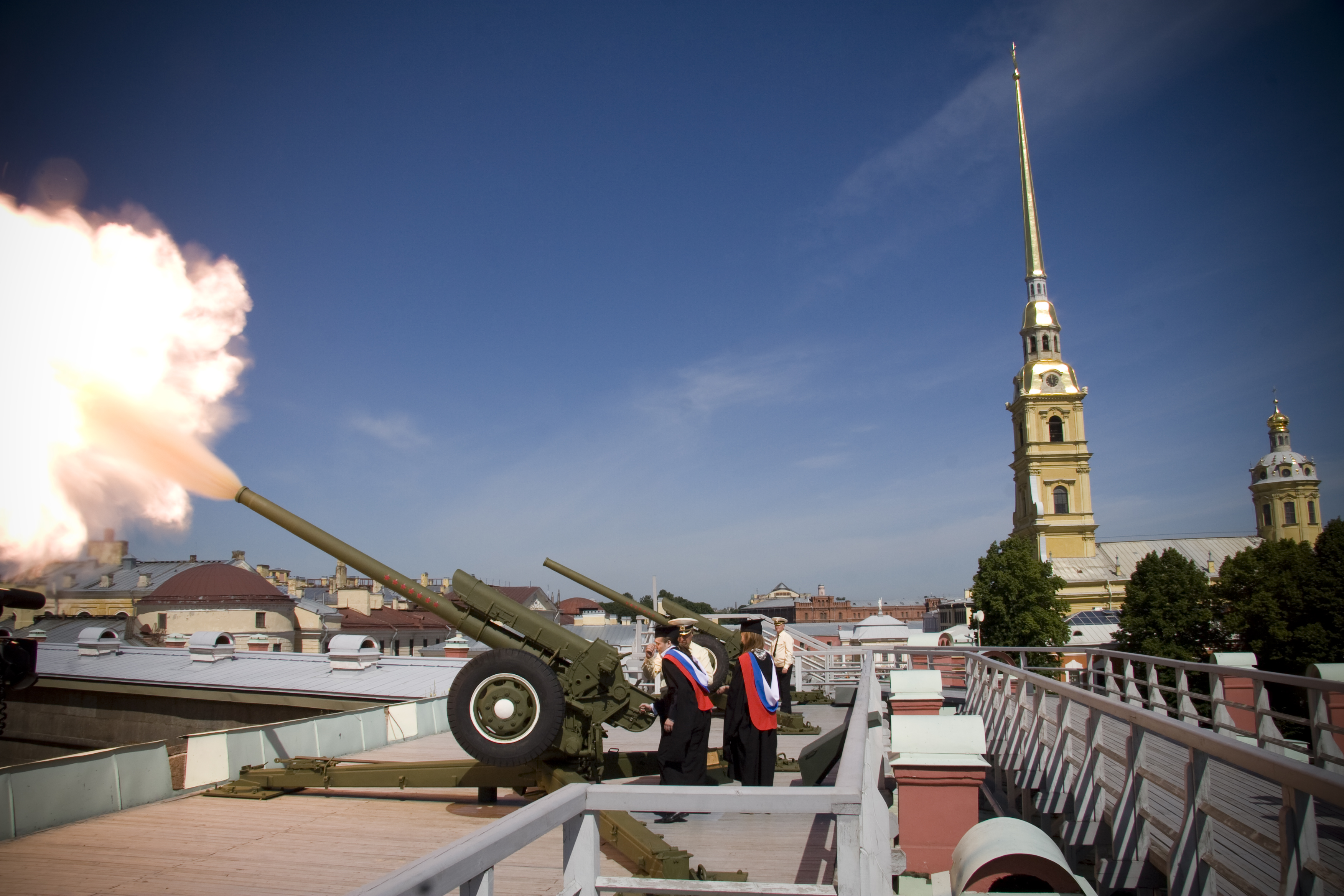
Dagelijks kanonvuur

### Bouw
De vesting werd in opdracht van tsaar Peter de Grote gebouwd. De grondsteen werd gelegd op 27 mei [O.S. 16 mei] 1703, wat sindsdien geldt als de stichting van de nieuwe Russische hoofdstad Sint-Petersburg. De vesting moest bescherming bieden tegen de Zweedse Marine tijdens de Grote Noordse Oorlog. De eerste vesting werd gebouwd door ongeveer twintigduizend dwangarbeiders en bestond uit zes houten bastions en aarden wallen. Tussen 1706 en 1740 werd het geheel vervangen door een stenen vesting naar ontwerp van Domenico Trezzini, die ook de kathedraal ontwierp. Het bouwwerk heeft sindsdien de vorm van een onregelmatige zeshoek, met op elke hoek een bastion.

### Gevangenis
Vanaf 1720 huisvestte de vesting het garnizoen van Sint-Petersburg, en fungeerde tevens als een van de beruchtste gevangenissen voor politieke gevangenen in het Russische Rijk. De eerste die in de vesting werd opgesloten was Aleksej Petrovitsj, de zoon van tsaar Peter de Grote. In de vesting, die bekendstond als de Russische Bastille, hebben talloze bekende revolutionairen gevangengezeten onder wie Fjodor Dostojevski, Maksim Gorki, Michail Bakoenin, Nikolaj Tsjernysjevski, Peter Kropotkin, Aleksandr Oeljanov, Nikolaj Bauman en vele anderen. De gevangenis belichaamde als het ware de onderdrukking door het tsaristische regime, en de wildste verhalen deden de ronde over de verschrikkelijke omstandigheden binnen de muren van het gebouw, waar duizenden gevangenen in te kleine cellen zouden zitten. In werkelijkheid waren de omstandigheden er niet slechter dan in andere gevangenissen en zaten er nooit meer dan honderd gevangenen tegelijk en later nog minder.

### Russische Revolutie
Tijdens de Februarirevolutie in 1917, die het einde betekende van het tsarenrijk, werd de vesting ingenomen door revolutionairen die de gevangenen bevrijdden. Tot hun grote verbazing zaten er slechts negentien soldaten die de dag ervoor waren opgepakt wegens muiterij. Nadien werden er honderden functionarissen van het oude tsaristische regime in de vesting opgesloten, deels om hen te beschermen tegen woedende menigten.
Op 7 november [O.S. 25 oktober] 1917 voerden de bolsjewieken een staatsgreep uit, die de geschiedenis is ingegaan als de Oktoberrevolutie. Na het beroemde schot van de pantserkruiser Aurora om 21.00 uur vuurden de kanonnen van de Petrus-en-Paulusvesting ongeveer dertig kogels af op het Winterpaleis, waarin de Voorlopige Regering zetelde. Slechts twee kogels raakten het paleis en richtten maar weinig schade aan. Vroeg in de morgen van de volgende dag werd het Winterpaleis toch nog ingenomen en werden de ministers van de Voorlopige Regering opgesloten in de vesting.
In 1924 werd de gevangenis gesloten en werd de vesting een museum. Tijdens het beleg van Leningrad in de Tweede Wereldoorlog raakte het bouwwerk zwaar beschadigd ten gevolge van Duitse bombardementen. Na de oorlog werd het gebouw gerestaureerd.

## Kanonvuur
Sinds de achttiende eeuw wordt elke middag om 12 uur een kanon dat op de Petrus-en-Paulusvesting staat afgevuurd. Oorspronkelijk had dit ten doel de inwoners van Sint-Petersburg de tijd te melden of de mensen te waarschuwen als het waterpeil van de Neva steeg en er gevaar voor overstromingen bestond.